# Rebelião de Bambata

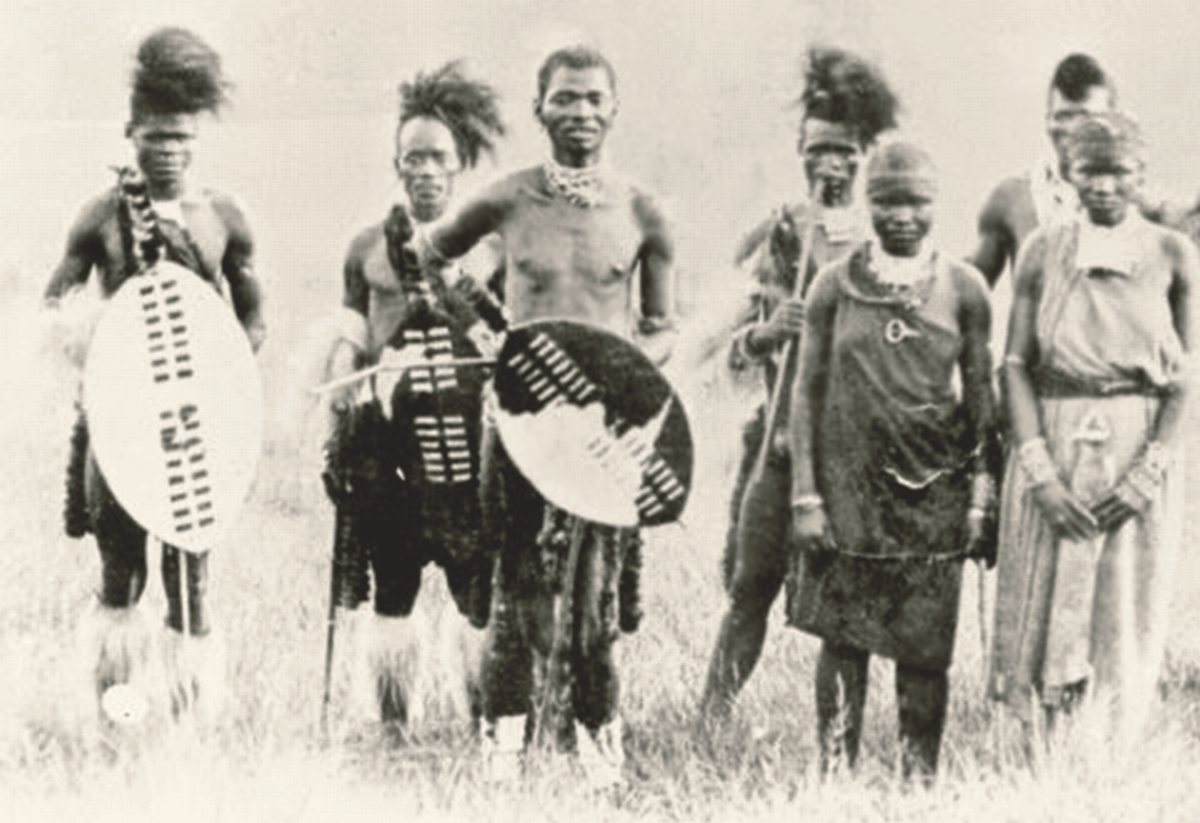
Bambata (ao centro) ladeado por guerreiros e mulheres.

A rebelião de Bambata é como ficou conhecido o episódio da história da África do Sul ocorrido em 1906 com a insurgência de vários líderes tribais, capitaneados pelo Chefe (Inkosi) Bambata da tribo zulu dos amaZondi, contra a cobrança de impostos pelos brancos colonizadores.
Apesar do nome consagrado dessa insurreição nativa relembrar a figura de Bambata, a historiografia vem chamando o evento de "Rebelião Zulu" ou "Revolta Zulu" (ou, ainda: Rebelião de Natal, Rebelião Nativa de Natal e Rebelião da Poll Tax).
O termo rebelião também por vezes é contestado, pois implica na intenção de derrubar o poder constituído, e muitas vezes é utilizado revolta para designar os atos de insurgência ocorridos em vários locais da colônia; contudo, os seus líderes não reconheciam sua legitimidade política ou moral, apesar de reconhecerem a situação colonial, o que caracterizaria a rebelião ou revolução.
Embora tenha resultado na completa vitória do colonizador, a insurreição vem modernamente sendo considerada como um vitória moral dos movimentos nativos, e uma precursora da resistência ao sistema discriminatório do Apartheid na África do Sul. Embora no sistema colonial inglês seja considerada como um evento secundário, ela acelerou a criação da União Sul-Africana em 1910 e foi também a partir desta revolta que Mahatma Gandhi idealizou sua política de resistência pacífica aos opressores, além de ter inspirado Nelson Mandela desde sua infância.

## Contexto histórico

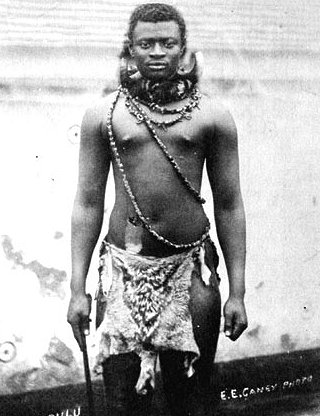
O Rei Dinuzulu, sua deposição foi um dos motivos da rebelião.

Com o fim da Guerra Anglo-Boer, o governo colonial se encontrava com os recursos exauridos; visando diminuir esta situação financeira o governo colonial inglês chefiado pelo Primeiro-Ministro Honorável Charles Smythe instituiu que os nativos deveriam pagar novos tributos (poll tax, ou taxa por habitante maior de 18 anos), gerando revolta entre as várias tribos zulus, chegando a um clímax com a mobilização da Zululândia sob a liderança de chefes como Bambata, aliados ao rei Dinuzulu, que ameaçaram uma invasão da Colônia de Natal.
Se o estopim da rebelião foi a cobrança do tributo, outros fatores vinham alimentando a insatisfação dos nativos: a grande imigração de brancos e de indianos mudava drasticamente o modo de vida tradicional da população negra; o estabelecimento de fazendas dos brancos na Zululândia para a produção de açúcar gerou insatisfação e humilhações e, em alguns casos, resultou na cobrança de aluguéis sobre as cabanas dos nativos nestas fazendas, disfarçada de imposto sobre as moradias.
Além desses fatores, também a obrigatoriedade do registro civil dos nascimentos e mortes, imposta pelo governo de Natal, contrariava os costumes dos negros; finalmente, o censo realizado em 1904 havia gerado muita desconfiança.
Bambata havia ascendido ao trono de chefe do povo AmaZondi, em 6 de junho de 1890, sucedendo ao seu pai e ao tio, contando então 25 anos de idade, e logo granjeou a simpatia de seu povo e o respeito dos anciãos.
Dinizulu, filho do rei Getshwayo e seu sucessor legítimo, fora deposto pelo governo de Natal e os brancos passaram a impor seus costumes no lugar dos hábitos tradicionais nativos, considerados repugnantes pelos "civilizados"; além disto os negros tiveram limitado o uso de armas de fogo, foram proibidos de beberem destilados europeus e não tinham quaisquer direitos políticos.
Finalizando os motivos de insatisfação, outros vieram a se somar para aumentar o estado de espírito rebelde dos nativos: uma febre dizimara boa parte do gado, seu principal símbolo de riqueza e status; uma corrente religiosa dissidente do wesleyanismo pregava uma nova religião cristã totalmente formada por negros, então denominada de "etiopismo", onde se defendia uma "África para os africanos" em suas mensagens, que ganharam força quando Natal foi assolada pelo granizo em maio de 1905, sendo considerado o fenômeno como um sinal dos céus.
Pelo lado dos brancos colonizadores havia um forte temor de que o movimento se alastrasse: na época os europeus compunham 8,3% da população, ao passo em que os nativos eram quase 82% dos habitantes; isto levou o governo colonial a uma rápida e violenta reação.

## Incidentes precursores

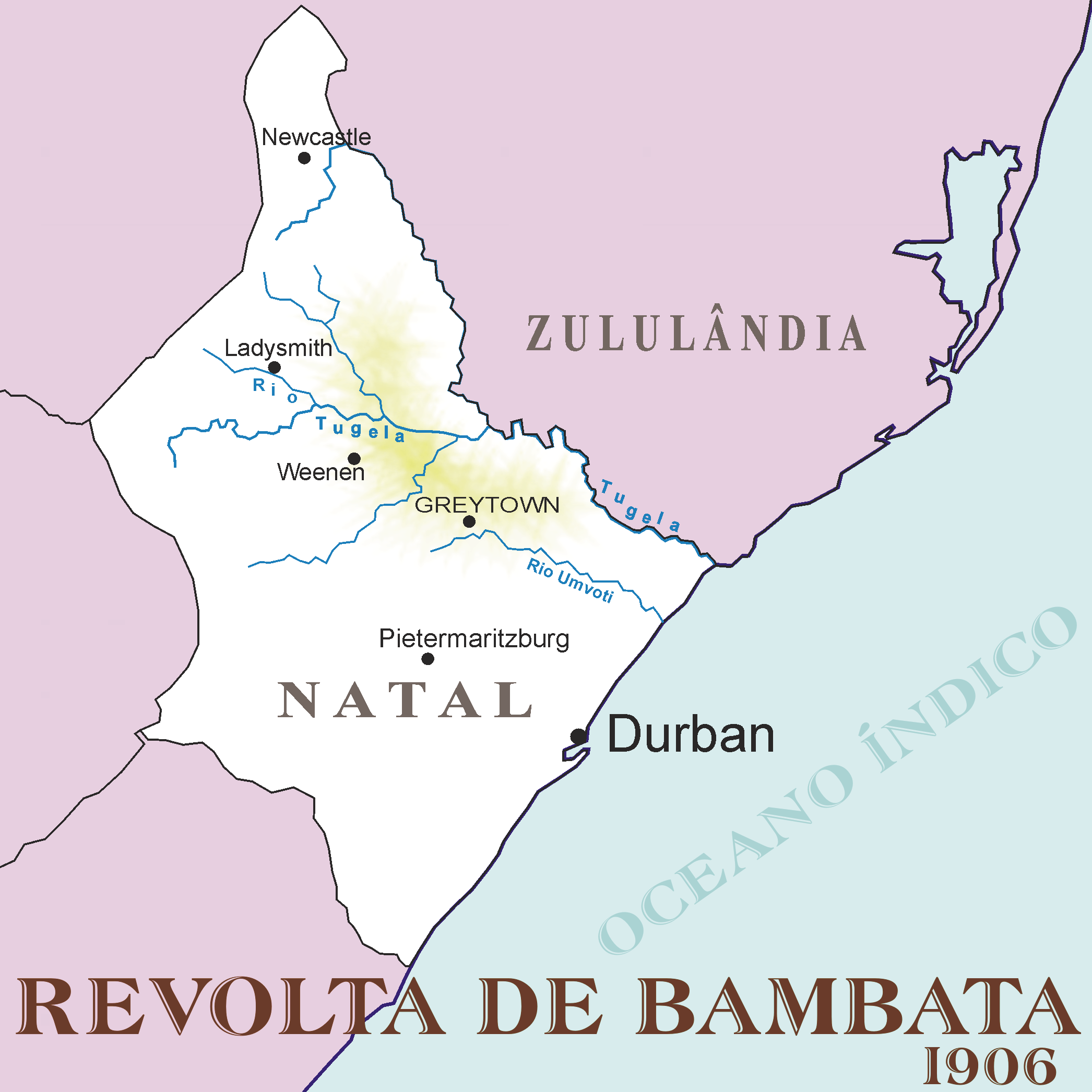
Mapa de localização dos principais eventos da Rebelião de Bambata.

O primeiro momento da revolta ocorreu no sul da província de Natal, quando em fevereiro e março a polícia entrou em choque contra manifestantes que protestavam contra as taxas impostas.
O governo colonial então decretou a lei marcial e promoveu uma mobilização parcial do efetivo das milícias coloniais, realizando então demonstrações que objetivavam dissuadir os protestos.
Ao norte, quando chegou a hora de pagar o imposto (22 de fevereiro de 1906) Bambata estava inicialmente predisposto a quitar a nova obrigação (ele já havia antes sido condenado por dívidas, acusações de roubo de gado e, logo no começo do ano, por disputas com grupos rivais - algo comum ainda nos tempos atuais, naquela região). Nhlonhlo, um de seus indunas (chefes de terras e conselheiro), porém, o informou que a maioria da tribo estava disposta a não pagar e a resistir com armas se fosse preciso.
O magistrado de Greytown, J. W. Cross, recebeu um relatório informando-o de que seria morto caso fosse a Mpanza efetuar o recolhimento dos tributos; ele então convocou Bambata para que fosse até lá mas o líder, em vez disso, temendo fosse preso ali chegando, enviou um grupo de anciãos em seu lugar.
O resultado é que Bambata foi deposto como Inkosi dos amaZondi, e fugiu para os domínios do Rei Dinuzulu kaCetshwayo (mais tarde a esposa de Bambata, Siyekiwe, declarou que o rei o incentivara a voltar, para iniciar a rebelião, acusação que foi negada por este). Uma força da Polícia de Natal, capitaneada pelo Major W. J. Clark, reforçada por 170 homens da Polícia Montada da colônia, tentaram conter os dissidentes e prender Bambata - forçando sua fuga para o território vizinho da Zululândia.
Dinuzulu, apesar de deposto, era considerado como verdadeiro rei pela maioria do povo Zulu. Embora estivesse ciente de que não poderia voltar a ser rei, almejava ser o chefe supremo da Zululândia, para onde retornara em 1898; desde então ele exercia uma forte campanha diplomática e tinha que relatar ao magistrado residente em Nongoma todas as visitas importantes que recebia. Neste sentido informou ao colonizador a visita de Bambata feita em março, mas não a que este chefe fizera em maio, junto ao chefe Mangathi.

## A rebelião começa

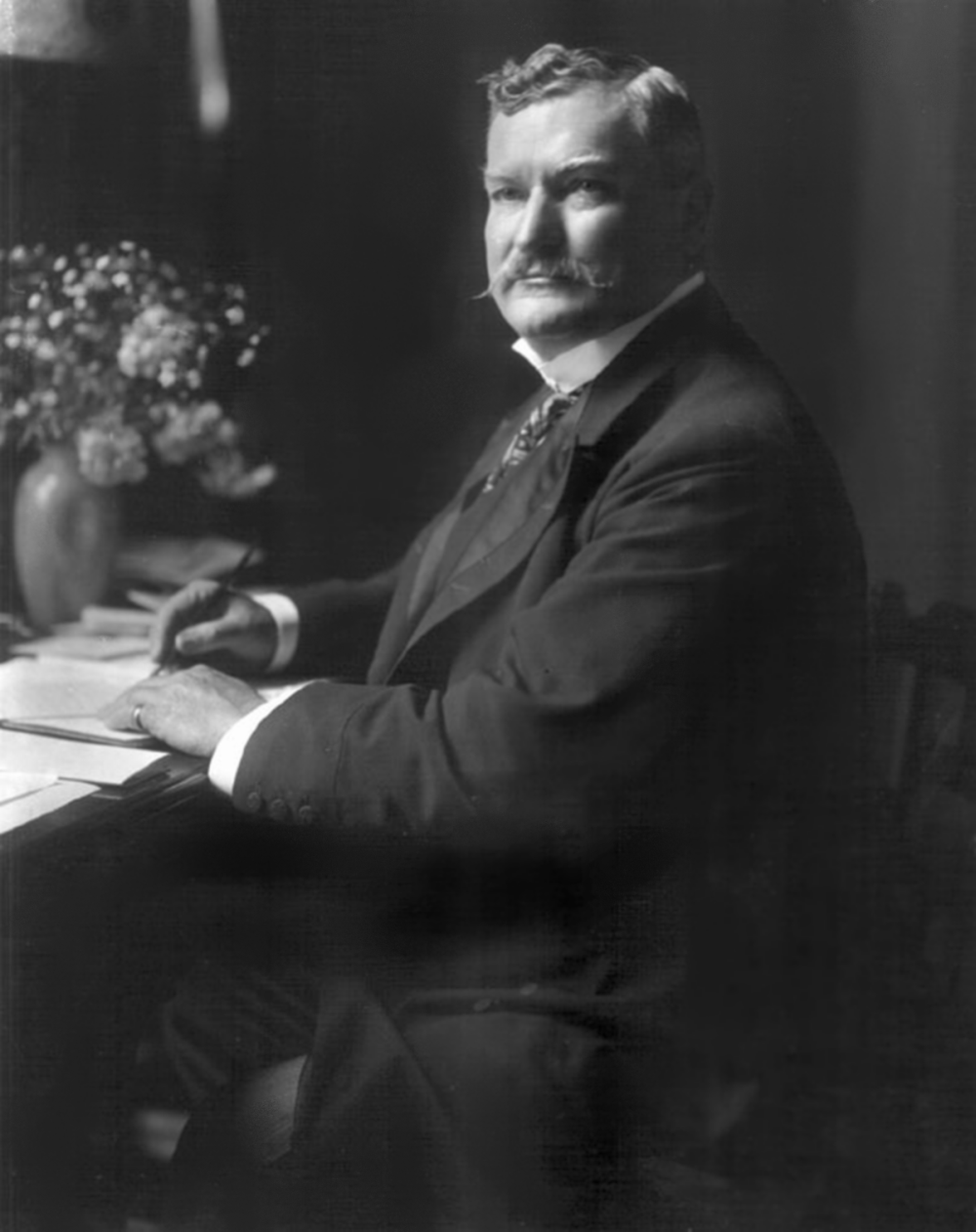
Sir Henry Edward McCallum, governador de Natal, em 1907.

Em 17 de janeiro um primeiro incidente demonstrou que as coisas seguiriam violentas, quando um fazendeiro levou seus trabalhadores para Camperdown a fim de pagarem seus impostos, e foi assassinado por um deles. Cinco dias depois o magistrado de Mapumulo foi ameaçado por centenas de pessoas que só não o mataram por conta da intervenção do seu chefe, Ngobizembe; outros incidentes similares ocorreram em Nsuze, Umvoti e outros locais. Em 7 de fevereiro o magistrado de Umgeni, Sr. T. R. Bennett foi ameaçado por 27 negros quando efetuava a cobrança do imposto em Henley; no dia seguinte 14 policiais brancos de Natal foram ao local para prender os suspeitos mas acabaram cercados e seus comandantes foram mortos; o comando recaiu então ao Sargento F. W. Stephens que, prudentemente, retornou a Pietermaritzburg.
Em face de tais incidentes, o governador Sir Henry McCallum, decretou o estado de sítio no dia 9 de fevereiro, mobilizando cerca de mil homens (o Carabineiros de Natal, dois esquadrões da Polícia Montada, um esquadrão do Regimento Real de Natal, duas seções da Artilharia, além dos destacamentos médico e do serviço telegráfico), que então prenderam dois homens acusados pelos assassinatos, e ambos foram executados após rápida corte marcial, na presença do seu chefe Mveli, que ajudara a capturá-los; dias depois mais 24 membros da tribo também foram presos e 12 foram condenados mas, quando a notícia desses fatos chegou à Inglaterra, houve fortes protestos e o Secretário de Estado para as Colônias, Lorde Elgin, ordenou a McCallum que suspendesse as execuções e fizesse investigações mais aprofundadas; logo em seguida o gabinete do Primeiro Ministro e administrador de Natal Charles J. Smythe renuncia e o Secretário Elgin dá a McCallum poderes para levar adiante a execução, que ocorreu em um vale nos arredores de Richmond.
A crise continuou com incidentes ao sul da colônia e ao norte, em especial em Mapumulo e Greytown mas, em março, pareceu ter estabilizado a ponto de as forças sob o comando do Coronel McKenzie ser desmobilizada, o mesmo ocorrendo com outras tropas.
Foi então que surgiu a figura de Bambata, então um chefe menor do Vale do Mpanza, situado entre Greytown e Drift Keate, que tentava sem sucesso dissuadir seu induna Nhlonhlo a não resistir à cobrança do imposto, e ocorreu o incidente com o magistrado de Greytown.

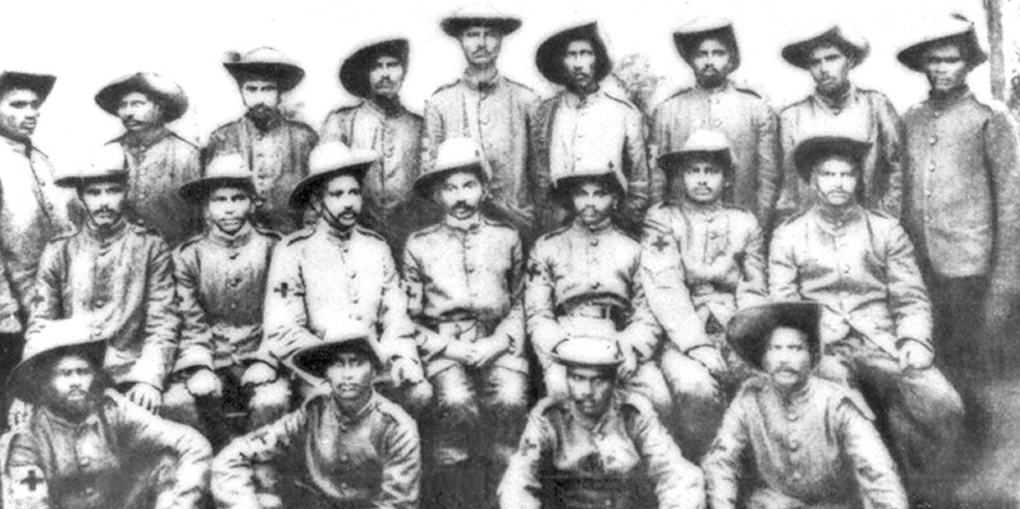
Mahatma Gandhi (sentado, ao centro, com seus maqueiros indianos) serviu como voluntário contra a Rebelião.

O pânico se instalou em Greytown onde as autoridades interpretaram a recusa de Bambata em comparecer pessoalmente ao distrito (ele alegara problemas estomacais), junto ao fato de não ter relatado a resistência de Nhlonhlo, como sua anuência ao conluio com os dissidentes. Perseguido, Bambata cruza o rio Tugela e, seguindo as tradições zulus, recebe abrigo nos domínios de Dinuzulu.
A 31 de março Bambata retorna a Mpanza, acompanhado do assistente pessoal de Dinuzulu, Cakijana. Ali ele ordena a prisão de Magwababa, seu tio que fora nomeado regente, enquanto a esposa de seu irmão Funizwe se refugia junto a um fazendeiro branco, de nome Botha, que imediatamente relata os fatos às autoridades.
Em 4 de abril uma força de 173 policiais da colônia marchou rumo a Mpanza, chegando à fazenda de Botha, a cerca de 10 km da tribo rebelada e promoveu o resgate dos brancos, retornando; no caminho sofrem uma emboscada e tem quatro homens mortos, enquanto nenhum dos rebeldes é sequer ferido, dando origem à crença nos poderes do feiticeiro da tribo, Malaza, de torná-los imunes às armas dos brancos.
Em 8 de abril as forças sob comando do Coronel Leuchars cercam a aldeia e disparam contra a cabana de Bambata, que fugira pelo Desfiladeiro de Mome (Mome Gorge), alcançando o poderoso clã de amaCube, na Zululândia, onde todos simpatizavam com Bambata e sua resistência ao pagamento dos impostos, recebendo então apoio do importante chefe Sigananda; em 14 de abril o governo oferecera uma rica recompensa por Bambata e em 17 de abril toda amaCube havia se rebelado
Como reação, em 16 de abril o Comissário para Assuntos Nativos, Charles Saunders, havia recomendado a mobilização de uma grande força imperial capaz de conter a disseminação da revolta, mas a ideia foi rejeitada e o governo preferiu reunir suas próprias milícias e fez um apelo pelo reforço aos países vizinhos, sendo respondido pelo Transvaal (reforço de cerca de 500 homens), e o Coronel Duncan McKenzie foi nomeado comandante de todas as tropas.
O plano geral era enviar as tropas para as cercanias da Floresta Nkandla (terreno bastante acidentado com vales, montanhas, matas, palco de muitos eventos históricos para o zulus, onde está a sepultura do heroico rei Cetshwayo) patrulhar as margens do Tugela e conter as ações de outro chefe rebelado, o poderoso Kula.

### A participação de Gandhi: nascimento da Satyagraha

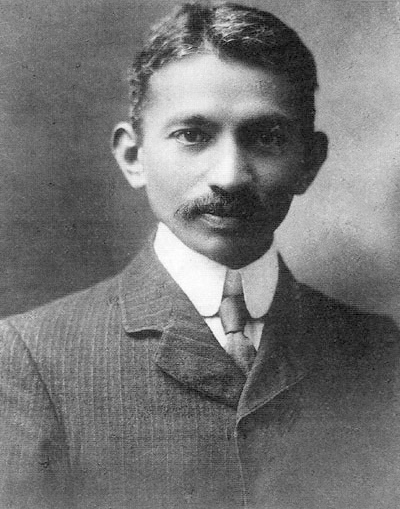
Gandhi, quando morando na África do Sul

Quando o governo declarou guerra aos zulus, Mahatma Gandhi incentivou os britânicos a recrutarem voluntários indianos; para tanto ele usou entre seus compatriotas o argumento de que, se os indianos apoiassem os esforços de guerra, poderiam legitimar suas reivindicações para adquirir a cidadania.
O governo de Natal aceitou a oferta de Gandhi para que este formasse um destacamento de vinte voluntários indianos, que viriam a fazer parte do corpo de maqueiros encarregado de efetuar o socorro dos soldados britânicos feridos; Gandhi foi o comandante desse destacamento, que não chegou a operar durante dois meses. De fato, o grupamento atuou em junho e julho e após seu retorno a Durban dois dos brancos que socorreram foram até ele, para agradecer.
Foi esta experiência que mostrou ao futuro líder da Independência da Índia que não havia qualquer esperança em se desafiar o esmagador poderio militar do exército britânico, decidindo então que somente a resistência não-violenta poderia surtir efeito; Gandhi faz menção a estes momentos em três dos capítulos de sua autobiografia.
Segundo registrou, embora sua mente o guiasse noutro sentido, seu coração estava com os infelizes zulus, e todas as manhãs sentia-se assaltado por remorsos quando escutava "rifles explodindo como biscoitos sobre as inocentes aldeias"; sua consciência aliviou-se um pouco ao constatar que, sem ele e seus voluntários, os zulus também não teriam recebido atendimento.
Ali Gandhi tomou a decisão que viria a nortear seus dias futuros, onde confrontaria os horrores da guerra com uma estratégia até então inédita, e que revelou-se também pragmática, de combater o poderio armado com a resistência pacífica, que passou à história com o nome de Satyagraha.

### As lutas

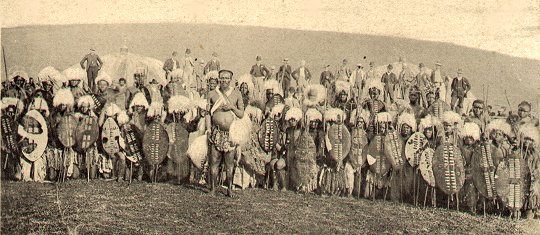
Guerreiros zulus, em fins do séc. XIX.

As escaramuças tiveram início em 2 de maio, quando as tropas coloniais mataram quatro rebeldes; no dia seguinte o magistrado de Mahlabatini, H. M. Stainbank, foi morto (na versão mais aceita, foi alvejado por Cakijana), enquanto acampava com a família e outras pessoas.
A 3 de maio as tropas que estavam baseadas em Dundee deixou a cidade rumo a Kkandla e as forças do Coronel Mansel (que contavam com 400 nativos da tribo leal do chefe Mfungelwa, que usavam um tecido vermelho e branco para distingui-los dos rebeldes e que estes depois copiaram para criar confusão) seguiam pelas florestas, onde foram alvejados por tiros e apenas um homem saiu ferido; divididos em dois grupos, um homem foi atacado e travou luta corporal com um rebelde, matando-o a baioneta; os rebeldes os cercaram por trás e, sendo repelidos, ficaram surpresos por as balas dos colonizadores não se transformarem em água, como a promessa do feiticeiro; houve baixas em ambos os lados, mais pesadas para os rebeldes e, nos ingleses, também a perda de cavalos

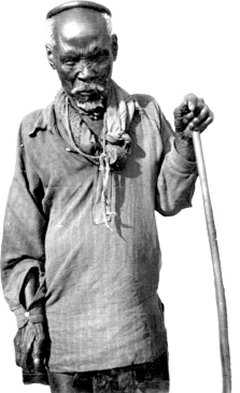
Chefe Sigananda kaSokufa, um dos líderes rebeldes.

Para Bambata essas ações fracassadas renderam bastante revolta entre os seus: ao se reunirem junto ao túmulo do Rei Cetshwayo, mulheres clamavam pelos maridos - que morreram sob as balas que não se tinham transmutado em água; alguns dos mais velhos também criticaram sua pouca participação nos eventos e até sugeriram que fosse entregue aos brancos; ante tal impopularidade, e temendo por sua vida, partiu para a montanha Macala. Enquanto isto os europeus decidiram voltar para Fort Yolland.
Bambata estava ainda em seu refúgio em Macala, em meados de maio, quando o Nkandla era ocupado por tropas, e cerca de mil rebeldes, sob comando de Sigananda, acamparam junto ao túmulo de Cetshwayo - informação que fez os brancos planejarem um ataque ali para o dia 16 daquele mês. Afluindo por diversos pontos, os colonizadores chegaram ao destino perto das 11 horas, exceto por uma das colunas, que se atrasara - permitindo que os por ali se retirassem para o desfiladeiro do rio Mome.
Durante a noite as tropas de Natal acamparam na confluência dos rios Mome e Nkunzane e sofreram ataques dos homens de Bambata que, repelido, teve como maior destaque o ferimento de Cakijana na perna, que o afastou dos combates para o resto da rebelião (refugiou-se, em razão disto, nas cavernas da montanha Nhlazatshe, onde foi visitado pelo Reverendo Otto Aadnesgard que o confundiu, acreditando fosse Bambata o ferido).
A chegada da coluna que se atrasara cortou a fuga dos rebeldes para Macala, mas estes se infiltraram nas matas, perdendo também grande quantidade dos rebanhos, que era sua principal fonte de alimentos; espiões davam notícia de que tencionavam se render e o Coronel McKenzie decidiu concentrar suas ações em Mome Gorge, enviando um ultimato a Sigananda para que se rendesse; como este não foi localizado, estendeu o prazo da rendição, para 22 de maio - quando efetivamente o rei foi informado e acertou-se o encontro de ambos para o dia 24.
O tempo foi passando e diversos incidentes deixavam claro que a rendição de Sigananda era um blefe, para ganhar tempo e ganhou força quando chegou a notícia da morte de um homem, às margens do córrego Mbiza e a informação de que Bambata, refugiado agora nas matas da montanha Qudeni, iria a ele se juntar; irritado, McKenzie ordenou que seus homens seguissem durante a noite em perseguição, mas os rebeldes haviam fugido, forçando-os a voltarem - uma marcha de 90 km em dois dias.
O Major General T. E. Stephenso, Comandante das Forças Imperiais no Transvaal, chegou a Nkandla para acompanhar as operações e o acampamento de McKensie foi transferido para Nomangci, situado entre Nkandla e as cabeceiras de Mome.
Em 29 de maio um forte combate foi travado na Garganta Tathe, ao norte de Mome, com 40 rebeldes mortos e centenas de cabeças de gado capturadas; isso deixou clara a intenção dos rebeldes de firmarem ali sua posição, o que lhes custou caro dada as condições do terreno.
Em 1º de junho ocorre um forte bombardeio nas colinas de Mome Gorge; um intenso ataque das tropas reunidas avançou contra os rebeldes - mas toda esta ação resultou em apenas 3 rebeldes mortos e 24 que se renderam, enquanto o restante se embrenhava na mata; no dia seguinte mantiveram o fogo, para evitar o retorno dos rebelados.
Em 3 de junho as tropas cercaram a mata a leste e a oeste; durante o ataque uma das formações coloniais foram cercadas por rebeldes em maior número e só não houve um desastre porque houve a chegada de reforços, resultando na morte de cinco soldados e dez feridos. O ataque durou apenas 15 minutos, mas resultou na morte de 150 rebeldes e mais de duas centenas de animais capturados; após isto, os rebeldes haviam desaparecido, apesar das buscas incessantes.
A 9 de junho viria a ocorrer o avanço que McKenzie esperava.

## Fim da rebelião: o massacre de Mome Gorge

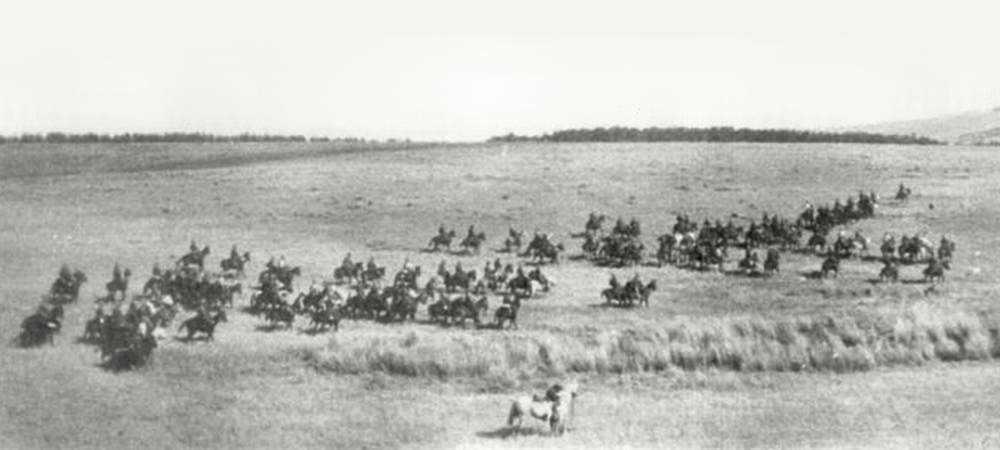
Cavalaria do Transvaal, em deslocamento.

No dia 9 de junho um dos homens de Sigananda foi capturado e, reconhecido por um dos sargentos que era seu amigo, foi convencido a retornar para junto aos rebeldes e atuar como espião; de volta com esta missão, localiza Mandisindaba, filho de Sigananda, e este se rende pedindo proteção, pois declarou estar cansado da guerra - condição que foi aceita, desde que entregasse a posição de seu pai; ele de fato o fez e, além disto, o espião conseguira a informação de que cerca de mil homens de Bambata e Mehlokazuhi iriam se encontrar com o velho chefe na confluência dos rios Mome e Nsuse.
Um grande número de nativos se reuniu em Nkandla, embora não contassem com uma estratégia definida, nem um comando único que pudesse coordenar suas ações; munidos de escudos de couro e lanças simples, viriam a enfrentar soldados armados com rifles, metralhadoras e canhões, em tropas hierarquizadas e com estratégias claras.
De posse da valiosa informação, o Coronel McKenzie tratou de direcionar suas tropas para o local informado, deslocando-os durante a noite.
A parte final da rebelião ocorreu a 10 de junho, na Batalha de Mome Gorge, ocorrida no centro da região de Nkandla, na Zululândia. O exército colonial armou ali uma emboscada, que veio a destruir por completo qualquer possibilidade de reorganização dos rebelados.

## Morte de Bambata e Sigananda; prisão de Dinuzulu

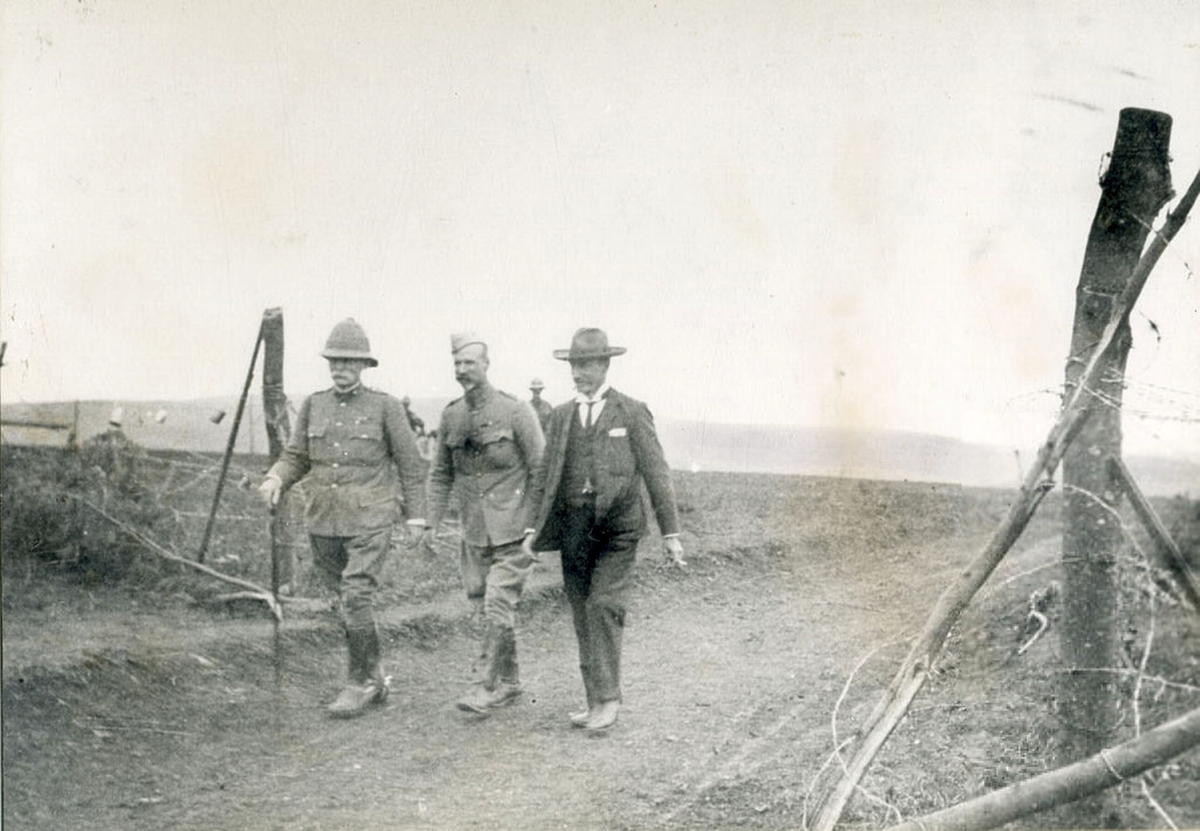
Coronel Sir Duncan McKenzie, Coronel Leighton e o magistrado de Nongoma, Sr. Armstrong, atravessando a entrada de Nongoma, local onde houve a rendição de Dinuzulu

Segundo as fontes oficiais, Bambata fora morto enquanto atravessava o ribeirão Mome.
Pouco antes do bombardeio da floresta de Dobo pela artilharia das forças de Natal, foi visto um nativo subindo solitário pelo riacho, andando pela água; logo atrás do rebelde um outro nativo, lutando ao lado dos colonizadores, foi avistado e alvejou o primeiro com sua lança com tanta força que esta dobrou-se e não pode ser removida; mesmo ferido o rebelde ainda lutou e um segundo homem entrou na refrega, até que finalmente um terceiro Nongqayi (polícia nativa colonial) apareceu e desferiu um tiro em sua cabeça.
Apenas três dias depois deste fato é que um enviado das tropas coloniais voltou ao local, encarregado de encontrar provas da morte de Bambata e, encontrando o corpo já em estado de decomposição, removeu-lhe a cabeça que foi levada ao acampamento onde por diversos sinais foi reconhecida como sendo a do líder Bambata.
A cabeça foi exibida a várias pessoas, com o claro objetivo de desmitificar o líder como invulnerável; relatos contudo dão conta de que o chefe fora reconhecido como parte de uma estratégia dos nativos de permitirem sua fuga; ele teria se refugiado em Lourenço Marcos (atual Maputo, em Moçambique), onde permaneceu até que as coisas se estabilizassem e, enfim, retornasse à Zululândia, vivendo o resto de seus dias num ponto escondido das matas de Ngome, segundo relatou num estudo de 1968 um historiador de Natal, C. T. Binns.

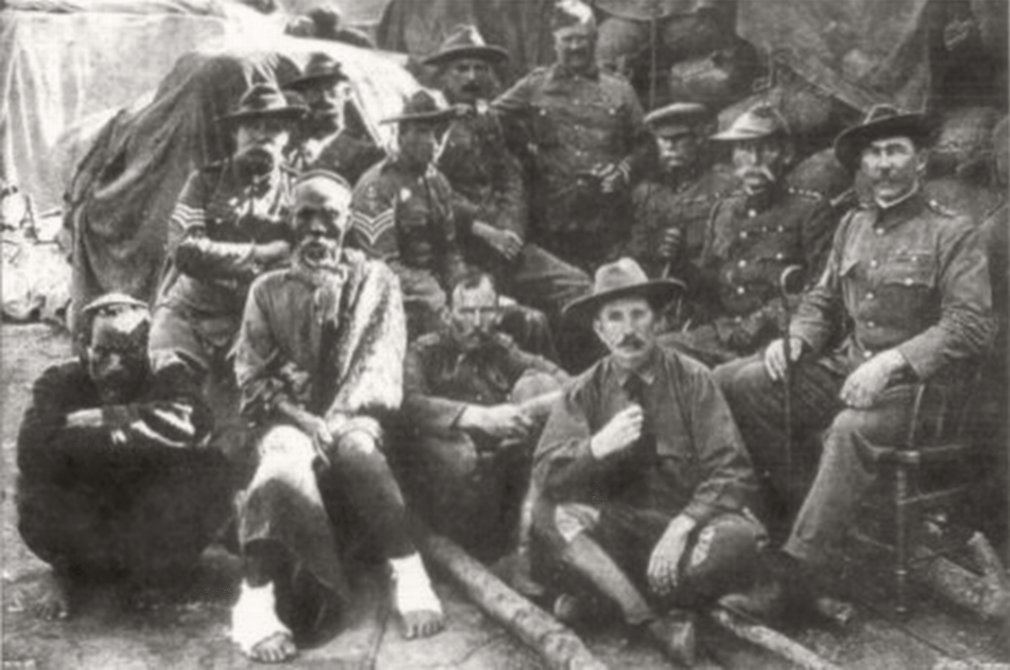
Carabineiros posam ao lado do Chefe Sigananda capturado.

Após a divulgação, a 13 de junho, da morte de Bambata foi a vez da rendição de Sigananda; o velho líder, que durante a Guerra Anglo-Zulu de 1879 servira ao Rei  Cetshwayo e por diversas vezes recusara as propostas feitas pelo comandante McKenzie desde maio para depor as armas, finalmente rende-se ao emissário Calverley após este ter informado que as tropas iriam simplesmente atear fogo à floresta e deixá-los queimar junto a ela; assim Calverley o conduziu até o acampamento em Nomangci onde, na ausência de McKensie, sua rendição foi aceita pelo Coronel Wylie; a 16 de junho foi aprisionado em Nkandla onde foi julgado no dia 21; morreu no dia seguinte, de causas naturais, contando cerca de 95 anos de idade.
Dinuzulu foi preso em 9 de dezembro e levado a julgamento em Greytown por alta traição por um tribunal especial, mas as provas contra ele não se mostraram robustas, e acabou passando a impressão comum de que ele realmente não tivera papel importante no desenrolar dos fatos. Apesar disto, foi condenado a quatro anos de prisão por traição, e foi exilado.

## Centenário comemorado
Em 2006 a África do Sul relembrou os eventos da Rebelião de Bambata, cem anos após seu desfecho, com soldados vestidos nos seus uniformes e guerreiros zulus trajando roupas de pele de leopardo, em que o Presidente do país, Thabo Mbeki promoveu o resgate histórico do líder negro do passado, restaurando-lhe postumamente o cargo de chefe.
A importância histórica da Rebelião foi ressaltada pelo historiador Ken Gillings: "Apesar das guerras que foram travadas anteriormente entre os britânicos e os Zulus, a rebelião foi a primeira resistência negra real contra a opressão colonial e é onde as sementes da consciência negra foram semeadas".
John Nkadimeng, membro do braço armado do Congresso Nacional Africano, o Umkhonto weSizwe (que pode ser traduzido como "Lança da Nação"), ressaltou a importância do levante, que foi o último a ocorrer antes da resistência levada a cabo por sua instituição, da qual fez parte Nelson Mandela, nos anos 1960: "A Rebelião de Bambata serviu de inspiração aos nossos combatentes da liberdade"
Oscar Zondi, descendente do clã de Bambata, resumiu o sentimento de seu povo: "Para nós Zondis é um sentido de dignidade e orgulho em ter o nosso antepassado honrado assim (...) Esperamos que este evento continue a promover a reconciliação e a paz entre os sul-africanos de todas as cores"
Dentre as ações governamentais, edições de suplementos foram impressos e distribuídos nas escolas, contendo informações e imagens sobre a Rebelião, e teve início uma campanha para o registro dos fatos ali ocorridos narrados pelos sobreviventes e repassados oralmente aos seus familiares.